# Más vale tarde
Más vale tarde, abreujat com MVT, és un programa de televisió, vespertí i magazín, produït pels Serveis Informatius de laSexta que s'emet de dilluns a divendres en laSexta.
Es tracta d'un magazín presentat per Mamen Mendizábal o Hilario Pino que compta amb diverses tertúlies i anàlisis sobre la informació diària amb taula de debat, on diferents periodistes discuteixen els temes relacionats amb la jornada. S'emet de dilluns a divendres de 17.25 a 20.00 hores.

## Història
El programa es va estrenar l'1 d'octubre de 2012 com una edició avançada de La Sexta Noticias a manera de resum. Es tractava d'una hora d'emissió com a teloner de La Sexta Noticias 2.
El 29 d'octubre de 2012, el programa es va afermar en la programació de laSexta amb un nou plató sota el nom de Más vale tarde. El 19 de juliol de 2013, el programa va finalitza la seva primera temporada.
L'audiència de l'espai, es va anar consolidant i va consagrar l'espai com el programa de referència informativa, de les tardes, amb un estil inconfusible: reportatges, directes i actualitat.

## Col·laboradors[calcitació]
- María Claver: Periodista
- Euprepio Padula: Expert en política
- Jesús Maraña: Director editorial d'InfoLibre
- Miguel Ángel Aguilar: Periodista
- Elisa Beni: Periodista
- Ana R. Cañil: Periodista i escriptora
- Benjamín Prado: Escriptor
- Nacho Escolar: Periodista i director d'eldiario.es
- José Luis Roig: La información.com
- Mayte Alcaraz: ABC
- Chema Crespo: Director general de Público
- Lucía Méndez: Cap d'opinió d'El Mundo
- Jesús Fonseca: Periodista
- Pablo Montesinos: Periodista
- Beatriz de Vicente: Advocada i criminòloga
- Cristina Pardo: Periodista
- Fernando Berlín: Director de Radiocable
- Jesús Cintora: Periodista

## Audiències
| Temporada | Temporada | Episodis | Estrena               | Final                | Audiència mitjana | Audiència mitjana | Audiència mitjana |
| Temporada | Temporada | Episodis | Estrena               | Final                | Espectadors       | Quota             |                   |
| --------- | --------- | -------- | --------------------- | -------------------- | ----------------- | ----------------- | ----------------- |
|           | 1a        | 184      | 29 d'octubre de 2012  | 19 de juliol de 2013 | 446 000           | 4,3%              |                   |
|           | 2a        | 220      | 2 de setembre de 2013 | 18 de juliol de 2014 | 583 000           | 5,7%              |                   |
|           | 3a        | 216      | 1 de setembre de 2014 | 17 de juliol de 2015 | 773 000           | 7,6%              |                   |
|           | 4a        | 226      | 31 d'agost de 2015    | 22 de juliol de 2016 | 750.000           | 7,5%              |                   |
|           | 5a        | 229      | 30 d'agost de 2016    | 21 de juliol de 2017 | 776.000           | 7,7%              |                   |
|           | 6a        | 224      | 4 de setembre de 2017 | 20 de juliol de 2018 | 903.000           | 8,6%              |                   |
|           | 7a        | 224      | 3 de setembre de 2018 | 19 de juliol de 2019 |                   |                   |                   |
| Total     | Total     |          | 2012                  | -                    | —                 | —                 |                   |

## Premis
- Antena de Oro, (2013).

## Versions
- A Xile el canal Mega va fer una adaptació del programa titulat igual que el original Más vale tarde conduït per Álvaro Escobar.